# 増浦行仁
増浦 行仁（ますうら ゆきひと、1963年（昭和38年）-）は、日本の写真家。大阪府出身。
18歳で写真家を目指して渡欧。印象派のマイヨールやロダンの彫刻を撮影。ミケランジェロの彫刻にも7年かけて挑み、独自の技法が注目を集める気鋭の写真家。
現在は東京や大阪、パリで活動している。

## 経歴
- 1963年 - 東京都生まれ。
- 1981年 - 渡仏。1983年にはVOGUE(Paris)ギィ・ブルダンのアシスタントとなる。
- 1986年～1988年 - マイヨール彫刻全作品撮影。
- 1987年 - サロン・ドートンヌ入賞。
- 1988年 - ルーブル美術館、オルセー美術館の撮影許可取得。
- 1988年～1990年 - ボロブドゥール（インドネシア）を撮影。
- 1989年 - パリ近代美術館の撮影許可取得。
- 1989年～1993年 - ブルデル彫刻作品撮影。
- 1993年 - コダックフォトサロン（銀座）にて『ボロブドゥール』個展開催。
- 1994年 - マツダロータリー御堂筋にて『PROFIL』（ブルデル彫刻による作品集）個展開催。SKIRA社（ジュネーブ）より、MAILLOL作品集出版。

アリアンス・フランセーズ・大阪にて『MAILLOL』（マイヨール彫刻による作品集）個展開催。
ミケランジェロ作品撮影開始。
- 1997年 - ロダン美術館の依頼により、彫刻作品撮影開始。
- 1998年 - BIBLIOTHEQUE NATIONAL de FRANCE（フランス国立図書館）に　作品31点が永久保存される。

アサヒグラフ新年合併号「トスカーナの貴族たち」企画、撮影。
- 1999年 - アサヒグラフ「WARNING!」企画、連載。
- 2000年 - ギャラリーKURANUKIにて『KHAOS』（ロダン彫刻による作品集）個展開催。
- 2002年12月 - アートン社より写真集『GENESIS』出版。
- 2002年10月～2003年1月 - フィレンツェのカーサ・ブオナロッティ（通称／ミケランジェロ美術館）にて『ジェネシス、彫刻家ミケランジェロ』個展開催。（現地メディアの絶賛を受ける。）
- 2003年4月 - 東京都写真美術館にて『GENESIS ミケランジェロの詩と光彩　増浦行仁写真展』 開催
- 2003年10月 - 京阪ギャラリー・オブ・アーツ・アンド・サイエンスにて　『GENESISミケランジェロの光と影　増浦行仁写真展』開催。

アートン社より「おれは土門拳になる」～“奇跡の光” にたどり着いた写真家・増浦行仁の生き方～（村尾国士／著）が出版される。
- 2003年12月 - 雑誌／風の旅人 第5号から1年間の連載開始。
- 2004年3月～4月 - JR岐阜駅 アクティブG ワールドデザインギャラリーにて　『GENESISミケランジェロと美濃和紙　増浦行仁写真展』開催。
- 2005年11月～ - 国立文楽劇場にて『平成の文楽（仮題）』撮影開始。
- 2006年10月 - アートン社より『天狗の棲む山』出版。
- 2006年 - 伊勢神宮『第62回 式年遷宮』撮影開始。
- 2008年 - 出雲大社「平成の大遷宮」撮影開始。

## 写真集
- GENESIS（2002年、アートン社）
- 天狗の棲む山（2006年、アートン社）

## 関連書籍
- 「おれは土門拳になる」～“奇跡の光” にたどり着いた写真家・増浦行仁の生き方～（村尾国士／著）（2003年、アートン社）

## テレビ出演
- いのちの響き　第385回（2003年4月）